# Saint-Lambert (Quebec)
Saint-Lambert es una ciudad situada en Quebec, Canadá. Según el censo de 2021, tiene una población de 22 761 habitantes.
Es una de las ciudades que conforman la comunidad metropolitana de Montreal y, a su vez, hace parte de la aglomeración de Longueuil y de la región administrativa de Montérégie.

## Geografía
La localidad está ubicada en las coordenadas 45°32′00″N 73°30′00″O / 45.53333, -73.50000. Según Statistique Canada, tiene una superficie total de 7.56 km².

## Demografía
Según el censo de 2021, la ciudad tiene una población de 22 761 habitantes y una densidad de población de 3009.8 hab./km². De acuerdo con el censo de 2016, en ese momento tenía una población de 21 861 habitantes, por lo que entre ambos censos hubo un aumento de la población del 4.1%.
El número total de inmuebles particulares es de 11 058 y el número total de viviendas particulares que se encuentran ocupadas por residentes habituales es de 10 552.